# Apus pacificus
El vencejo del Pacífico (Apus pacificus) es una especie de ave apodiforme perteneciente a la familia de los vencejos (Apodidae).
Estas aves tienen las patas muy cortas y las utilizan solo para aferrarse a superficies verticales. El nombre científico proviene del griego απους (apous), que significa «sin pies» ya que nunca se posan voluntariamente en el suelo. Los vencejos del Pacífico pasan la mayor parte de su vida en el aire, alimentándose de los insectos que capturan al vuelo con sus picos.
Construyen sus nidos sobre los acantilados, donde ponen 2-3 huevos. Suelen volver al mismo sitio año tras año, reconstruyendo su nido cuando sea necesario. Los vencejos del Pacífico son similares en tamaño al vencejo común, y son de color negro a excepción de una pequeña banda blanca en su obispillo. 

## Distribución
Su distribución abarca islas Marshall, Guam, islas Marianas del Norte, Australia, Timor Oriental, Indonesia, Brunéi, Singapur, Malasia, Tailandia, Vietnam, Laos, Birmania, Bangladés, Bután, Nepal, India, Pakistán, Kazajistán, Uzbekistán, Turkmenistán, Tayikistán, Kirguistán, Mongolia, Rusia, Corea del Norte, Corea del Sur, Japón, China, Taiwán y Hong Kong. 
También se le puede encontrar, aunque sea poco habitual, en Emiratos Árabes Unidos, en las Seychelles, Nueva Zelanda, Micronesia, las islas Midway, Hawái, Alaska, Suecia e Inglaterra.

## Subespecies
- Apus pacificus cooki (Harington, 1913)
- Apus pacificus kanoi (Yamashina, 1942)
- Apus pacificus leuconyx (Blyth, 1845)
- Apus pacificus pacificus (Latham, 1802)